# Kallioluoma
Kallioluoma är en sjö i Finland. Den ligger i kommunen Kuusamo i landskapet Norra Österbotten, i den nordöstra delen av landet, 700 km norr om huvudstaden Helsingfors. Kallioluoma ligger 263,5 meter över havet. Den är 10 meter djup. Arean är 3,31 kvadratkilometer och strandlinjen är 26,04 kilometer lång. Sjön  ingår i Ijo älvs huvudavrinningsområde. 